# ダヴィデとバテシバ (クラナッハ)
『ダヴィデとバテシバ』（独: David und Bathseba 、 英: David and Bathsheba）は、ドイツ・ルネサンス期の画家ルーカス・クラナッハ (父) が1526年に菩提樹の板上に油彩で描いた絵画である。『旧約聖書』中の「サムエル記下」に述べられている、バテシバの水浴を覗き見るダヴィデの物語を主題としている。作品は1890/1891年に購入されて以来、ベルリン絵画館に所蔵されている。

## 作品
「サムエル記下」(11-12章) によれば、英雄となったイスラエルの王ダヴィデは、ある日、彼の軍隊の勇士ウリヤの妻バテシバが水浴しているところを見る。ダヴィデはバテシバを呼び出し、彼女と関係を持った後、彼女を妊娠させてしまう。そのことがウリヤに発覚するのを恐れたダヴィデは、ウリヤを戦場の最前線に送り出し、彼が戦死すると、バテシバを自身の妻としてしまった。
ダヴィデは画面上部の宮殿の屋上におり、足を洗ってもらっているバテシバを覗き見ている。中世に、この物語は、女性の魅力ゆえに義人が不義を犯し、勇者が力を失い、賢者が悪人になるという様々な物語とともに男性への教訓となった。男性に対する女性の力、あるいは女性の奸智に対する警告となったのである。一方で、この主題は女性の官能性を強調する形で、しばしば絵画化された。
この小さな絵画は、『聖書』の物語をクラナッハが生きていた当時の出来事として描いており、バテシバはそのころの魅力ある貴婦人として表されている。作品は、おそらく美術収集家であった君主の作品展示室のために制作されたものである。